# Hoya macgillivrayi
Hoya macgillivrayi är en oleanderväxtart som beskrevs av Frederick Manson Bailey. Hoya macgillivrayi ingår i släktet Hoya och familjen oleanderväxter. Inga underarter finns listade i Catalogue of Life.